# Fermín Salvochea
Fermín Salvochea y Álvarez (Cadix, 1er mars 1842 - 27 septembre 1907) devint maire de Cadix et président de son canton. Il fut l'un des principaux diffuseurs de la pensée anarchiste dans cette région au XIXe siècle. Fédéraliste convaincu, il s'affilia en 1871 à la Ire Internationale Ouvrière. En 1873, pendant l'époque du cantonalisme, il fut élu président du comité administratif du canton de Cadix.
Sa formation idéologique se fit sous l'influence de Fourier, d'Owen et de Paine, avec les œuvres desquels il entra en contact pendant son séjour en Angleterre. En Espagne, il maintint des contacts avec des penseurs anarchistes et des membres de l'« Alliance » de Bakounine, comme Anselmo Lorenzo et Francisco Mora.

## Biographie
Il naquit à Cadix, Plaza de las Viudas, d'une famille d'origine navarraise. Son grand-père paternel, originaire de Navarre, s'était établi à Cadix, pour se consacrer au commerce. Sa mère, Pilar Álvarez, était cousine de Juan Álvarez Mendizábal.
À 15 ans son père, suivant les traditions de la bourgeoisie marchande de Cadix à laquelle ils appartenaient, l'envoya en Angleterre pour qu'il se familiarisât avec les techniques commerciales, et il resta à Londres et à Liverpool pendant cinq ans. Mais apparemment il passait plus de temps à étudier les problèmes sociaux de l'époque que les problèmes commerciaux. Il lut les œuvres de Robert Owen, de Thomas Paine et de Berdlow et rentra à Cadix à l'âge de 21 ans, avec la soif de réformer la société, influencé par les doctrines du socialisme utopique. Il se fit connaître par sa tolérance et sa générosité.
Après "La Glorieuse", il fut nommé à la tête d'un des Bataillons des Volontaires de la Liberté de Cadix. Il participa activement aux événements de 1868, qui lui valurent d'être emprisonné. Mis en liberté en 1869, il organisa des expéditions armées contre le gouvernement dans la Sierra de Cadix et, battu par les troupes gouvernementales, il se réfugia à Gibraltar. En 1871 l'amnistie promulguée par Amédée Ier d'Espagne lui permit de revenir à Cadix. On croit que c'est à cette époque qu'il s'inscrivit au mouvement internationaliste (anarchiste), bien qu'il continuât à appuyer les idées républicaines-fédérales.
Leader indiscutable du Canton de Cadix, après avoir terminé l'épisode du canton, il fut arrêté par les troupes du général Pavía, jugé à Séville, condamné à la prison à vie et resta quelques années détenu à La Gomera et à Ceuta. En 1883 il renonça à la grâce que lui avait obtenue la mairie de Cadix en s'échappant au Maroc. Désabusé de la voie politique et du parlementarisme, ce doit être pendant ses années de prison et d'exil (après sa fuite, qui le conduisit en France), qu'il devint résolument anarchiste, de la tendance anarchocommuniste.
Après le décès d'Alphonse XII il fut une nouvelle fois amnistié, et revint à Cadix, où il fonda le journal El Socialismo, dans lequel il publia des articles du fameux anarchocommuniste Kropotkine. Impliqué dans les procès de La Mano Negra, il fut de nouveau incarcéré, mais retrouva bientôt la liberté et revint nouveau à Cadix (où il fit la connaissance de Pedro Vallina) ; il en partit bientôt pour Madrid, où il collabora à La Revista Blanca de Joan Montseny et Soledad Gustavo, participant aux activités anarchistes de la capitale. Il fut présent lors de la grève générale de 1902 qu'il appuya.
Il mourut le 28 septembre 1907, après être tombé de la planche qui lui tenait lieu de lit. Son enterrement fut une grande manifestation de deuil populaire. Pendant l'enterrement, il se mit à pleuvoir des cordes alors que le cortège passait à côté de la mairie. Le maire fit entrer tout le monde en disant : « Ici, c'est sa maison. Qu'on ne sorte pas avant la fin de la pluie. »

## Persistance de Salvochea
Dans son roman La Bodega, Blasco Ibáñez a créé un personnage sur le modèle de Salvochea sous le nom de Fernando Salvatierra. Au cours de la Deuxième République, pendant qu'on discutait à Cadix de l'érection d'un monument en son honneur, dans la province de Huelva un village a changé son nom pour celui de l'anarchiste de Cadix. Pendant la guerre civile on donna son nom à une des colonnes cénétistes qui se battait sur le front d'Aragon contre les troupes rebelles. Dans les années 1980, le Conseil municipal de Cadix lui a dédié une rue et un buste. Son image apparaît de façon récurrente comme celui d'une célébrité locale dans les carnavals de la ville. Un groupe de supporters du Cadix C.F. s'est donné le nom de « Columna Salvochea ». Actuellement, l'Athénée libertaire de la ville, une institution d'enseignement secondaire et une association d'habitants portent son nom. Sur sa tombe, à Cadix, on dépose toujours des fleurs.

## Notices
- Notices d'autorité :   - VIAF
  - ISNI
  - BnF (données)
  - IdRef
  - LCCN
  - GND
  - Espagne
  - Pays-Bas
  - NUKAT
  - Catalogne
  - WorldCat
- (es) Miguel Iñiguez, Esbozo de una Enciclopedia histórica del anarquismo español, Fundación de Estudios Libertarios Anselmo Lorenzo, Madrid, 2001, page 547.
- Notices dans des dictionnaires ou encyclopédies généralistes :   - Diccionario Biográfico Español
  - Gran Enciclopèdia Catalana
.